# Lissodendoryx polymorpha
Lissodendoryx polymorpha är en svampdjursart som beskrevs av Topsent 1892. Lissodendoryx polymorpha ingår i släktet Lissodendoryx och familjen Coelosphaeridae. Inga underarter finns listade i Catalogue of Life.